# Вудберитипия
Вудберитипия, вудбюротипия — фотомеханический процесс, основанный на получении свинцовой печатной формы с задубленного светочувствительными бихроматами слоя фотографического желатина. Технология позволяла тиражировать высококачественные чёрно-белые полутоновые изображения, и была запатентована в 1865 году своим изобретателем Уолтером Вудберри (англ. Walter B. Woodbury). Термин «вудберитипия» (англ. Woodburytype) используется применительно как к самой технологии печати, так и к полученным с её помощью отпечаткам. Процесс впервые позволил наладить массовое тиражирование фотоснимков типографским способом, через несколько лет уступив рынок более дешёвой фототипии.

## Описание технологии
Для получения печатной формы толстый лист хромированного желатина на подложке из слюды контактным способом экспонировался ультрафиолетовым излучением сквозь фотографический негатив. Под действием излучения желатин задубливался пропорционально полученной экспозиции. Затем лист промывался в тёплой воде, которая смывала незадубленный желатин, оставляя рельеф вымывания, соответствующий полутонам изображения. В большинстве случаев полученный желатиновый рельеф дополнительно задубливался калиевыми квасцами. После сушки рельеф укладывался на стальную доску, а сверху покрывался листом свинца или цинка, который под давлением 300 атмосфер запрессовывался гидравлическим прессом, превращаясь в матрицу для глубокой печати. 
Углубления печатной формы заполнялись жидким пигментированным желатином, который наносился на лист бумаги, давая оттиск, почти не уступающий качеством отпечатку на фотобумаге. Незначительно усовершенствованная вудберитипия позднее использовалась французским типографом Гупилем под названием фотоглиптия (фр. photoglyptie) или глиптотипия. Иллюстрации, выполненные методом вудберитипии, печатались на отдельных листах, которые затем вклеивались в общий переплёт издания. Каждый из листов на полях снабжался подписью «Woodburytype» или «Woodbury Process», без которой оттиск практически невозможно отличить от чёрно-белой пигментной фотопечати.